# Агиррегарай, Матиас
Мати́ас Агиррегара́й (исп. Matías Aguirregaray Guruceaga; род. 1 апреля 1989, Порту-Алегри) — уругвайский футболист, правый защитник клуба «Монтевидео Уондерерс». Выступал за сборную Уругвая. Сын Оскара Агиррегарая, двукратного победителя Кубка Америки в составе сборной Уругвая.

## Биография
Матиас родился в семье профессионального футболиста, бывшего игрока «Насьоналя» (а затем и «Пеньяроля») Оскара Агиррегарая, когда тот выступал за бразильский «Интернасьонал» из города Порту-Алегри. В 1991 году семья вернулась в Уругвай, где Оскар сначала выступал за «Дефенсор Спортинг», а с 1994 по 2000 год — за «Пеньяроль», где и завершил профессиональную карьеру. В 2000 же году 11-летний Матиас поступил в футбольную школу команды своего отца, «Пеньяроля». Он прошёл все возрастные команды «ауринегрос», пока не дебютировал в основе в 2008 году. В том году его команда выиграла Клаусуру, однако чемпионом Уругвая стать не сумела. В сезоне 2007/08 Матиас сыграл 14 матчей в Примере Уругвая и забил один гол.
В следующем году Агиррегарай продолжил бороться за место в основе и провёл более половины всех матчей «Пеньяроля» в чемпионате (18 из 30), также он участвовал в кубковых турнирах. В составе молодёжной сборной Уругвая Агиррегарай в 2009 году принял участие в чемпионате Южной Америки. Уругвайцы заняли третье место, а защитник «Пеньяроля» провёл восемь матчей и забил гол в ворота сборной Колумбии.
Наиболее успешным оказался третий сезон в составе «Пеньяроля». Агиррегарай сыграл 23 матча в Примере, а также ещё четыре игры за золото. «Пеньяроль» сумел впервые с 2003 года выиграть первенство Уругвая, а сам Матиас стал вторым представителем своей семьи, выигрывавшим титул чемпиона Уругвая в составе «карбонерос». В середине 2010 года Агиррегарай отправился в клуб третьего дивизиона чемпионата Испании «Террасса». Он не провёл за весь сезон ни одного матча за эту команду, в то время как «Пеньяроль» сумел дойти до финала Кубка Либертадорес 2011. В августе 2011 года Матиас подписал контракт с «Монтевидео Уондерерс», но сразу же был отправлен в аренду в итальянский «Палермо».
В сезоне 2011/12 Агиррегарай сыграл 12 матчей в итальянской Серии A и один матч в Кубке Италии. По окончании сезона Оскар Вашингтон Табарес, тренер основной сборной Уругвая, возглавивший Олимпийскую футбольную команду, включил Матиаса Агиррегарая в заявку сборной на Олимпийский футбольный турнир. По окончании турнира Матиас вернулся в расположение «Уондерерс», но тут же был отдан в аренду в «ЧФР Клуж». В первой половине 2013 года вновь выступал за «Пеньяроль», после чего перешёл в аргентинский «Эстудиантес».
В сезоне 2015/16 Агиррегарай выступал на правах аренды за «Пеньяроль», в составе которого во третий раз стал чемпионом Уругвая. Впоследствии выступал за «Тихуану», «Лас-Пальмас», саудовский «Аль-Фатех» и «Депортиво Мальдонадо». В 2021 году ненадолго вернулся в «Эстудиантес» и помог этой команде добыть путёвку в Кубок Либертадорес. В 2022 году вернулся в «Пеньяроль».

## Титулы и достижения
- Чемпион Уругвая (3): 2009/10, 2012/13, 2015/16